# Great Exhibition

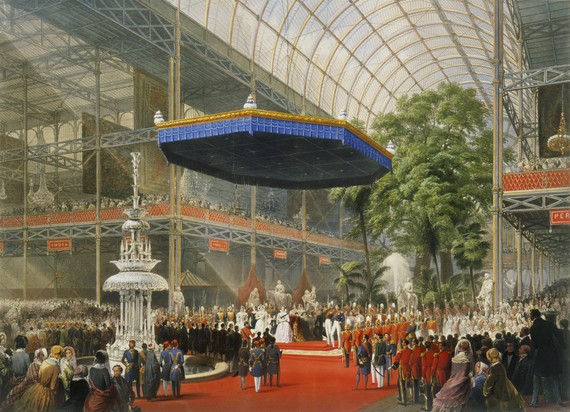
Koningin Victoria opent de Great Exhibition in het Crystal Palace in Hyde Park, Londen in 1851

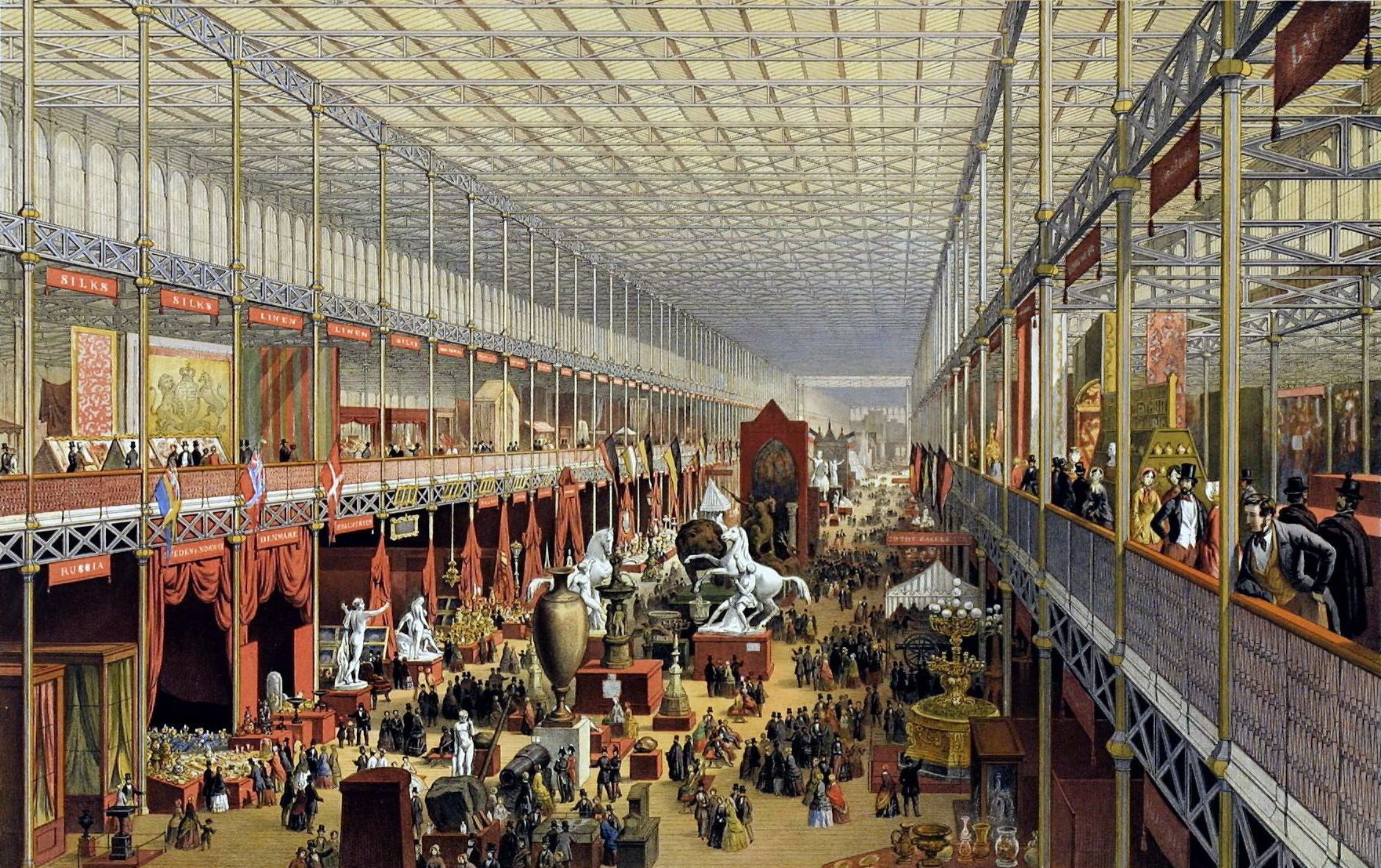
Het enorme "Crystal Palace" werd in 9 maanden voltooid

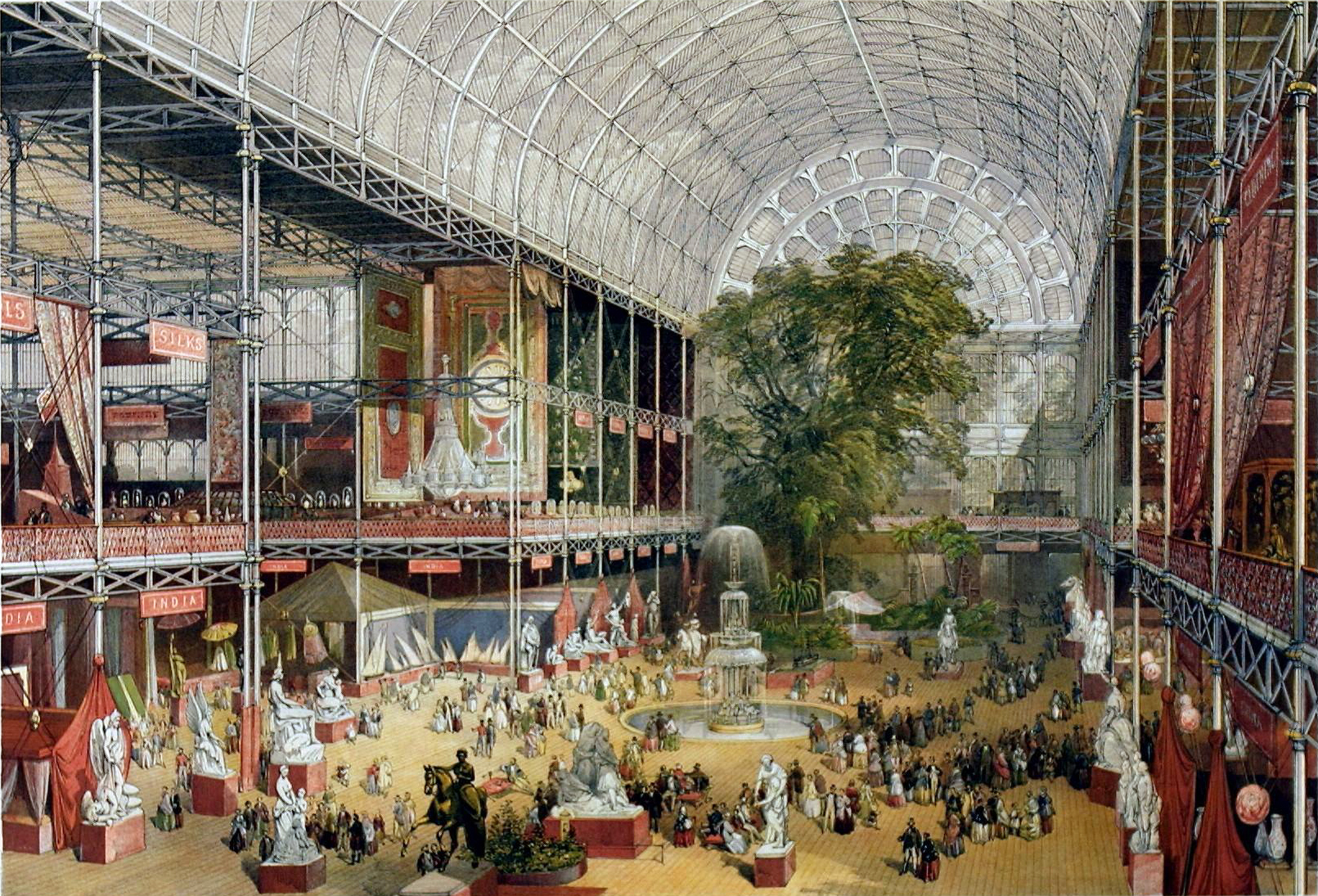
Interieur van de tentoonstelling

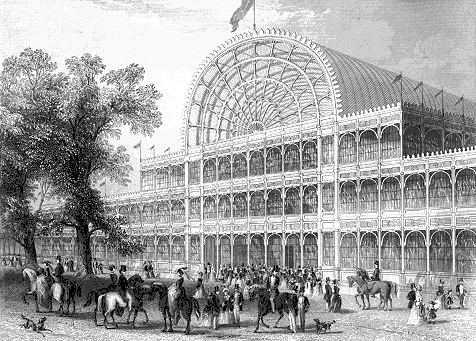
Vooringang van de Great Exhibition

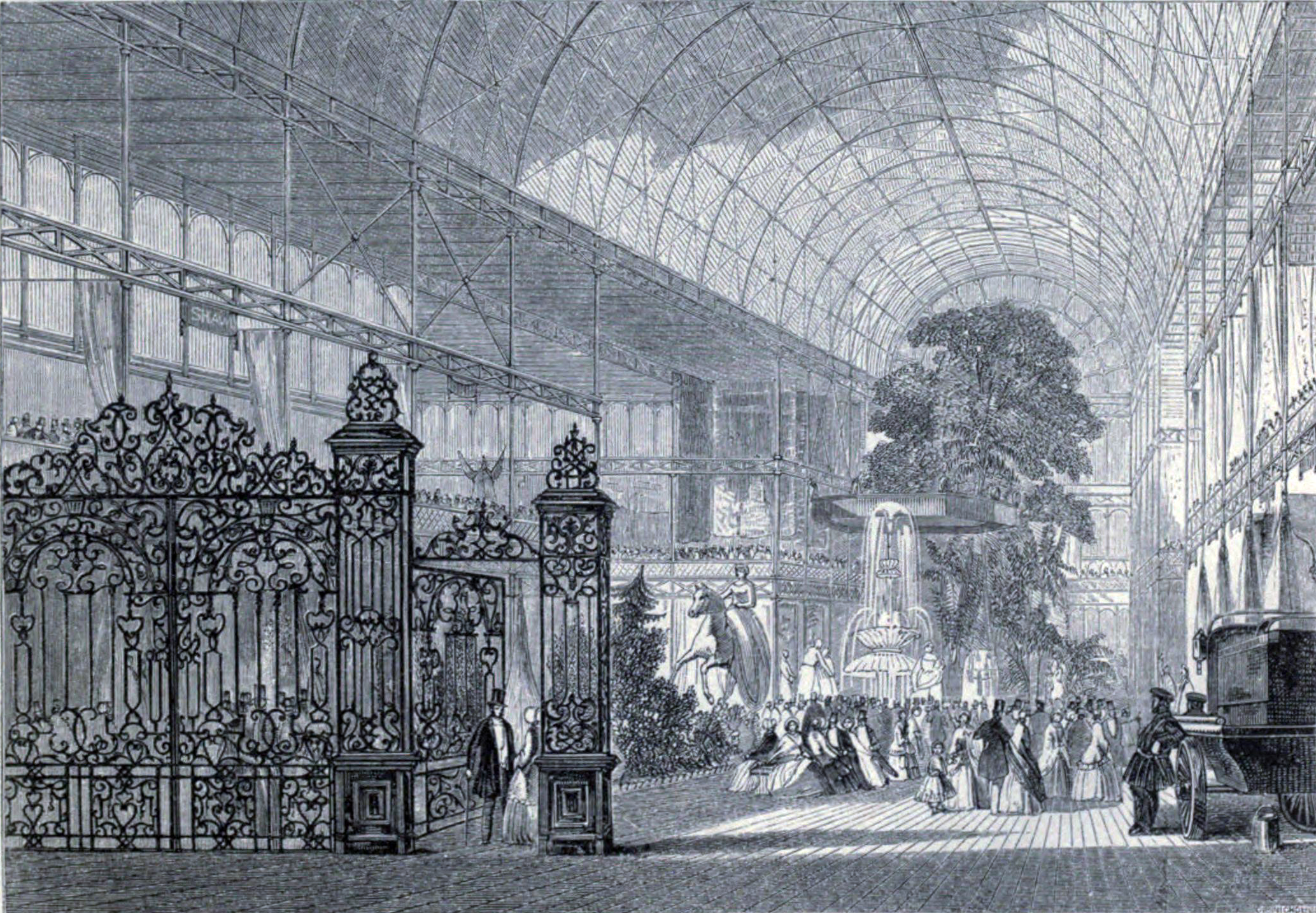
Paxtons "Crystal Palace" bevatte onder andere de bomen in Hyde Park

De Great Exhibition (te vertalen als Grote Tentoonstelling) voluit The Great exhibition of the works of industry of all nations of ook wel bekend als de Crystal Palace Exhibition, was een internationale tentoonstelling die werd gehouden in Hyde Park, Londen, van 1 mei tot en met 15 oktober 1851. Het was de eerste in een serie van wereldtentoonstellingen over cultuur en industrie. Het Bureau International des Expositions heeft de tentoonstelling achteraf erkend als de 1e universele wereldtentoonstelling.

## Organisatie
De tentoonstelling werd georganiseerd door Prins Albert, Henry Cole, Francis Henry, Charles Dilke en andere leden van de Royal Society for the encouragement of Arts, Manufactures & Commerce. Zij organiseerden de tentoonstelling ter viering van moderne industriële technologie en ontwikkeling. Er zijn geruchten dat de tentoonstelling tevens werd gehouden als reactie op de zeer succesvolle Franse Industriële Expositie van 1844. Prins Albert, Koningin Victoria's consort, was een enthousiast promotor van een zelf gefinancierde expositie. Voor het organiseren van de tentoonstelling werd de “Royal Commission for the Exhibition of 1851” opgericht.

## Gebouw
Een speciaal gebouw genaamd het Crystal Palace werd ontworpen door Joseph Paxton (met steun van Sir Charles Fox) als locatie voor de tentoonstelling. Het gebouw was gebaseerd op Paxtons ervaringen met de kassen van de zesde Hertog van Devonshire; gebouwd van een gietijzeren frame met glas. Isambard Kingdom Brunel was een van de leden van het comité dat toezicht hield op de bouw van het Crystal Palace. Het gebouw was 563 meter lang, 138 meter breed en werd in amper 9 maanden voltooid. Het gebouw werd later verplaatst naar Sydenham.

## Succes
Zes miljoen mensen, destijds gelijk aan een derde van de gehele Britse bevolking, bezochten de tentoonstelling. In totaal bracht de tentoonstelling £186.000 op, wat gebruikt werd om het Victoria and Albert Museum, het Science Museum en het Natural History Museum te bouwen. Deze werden allemaal gebouwd op het gebied ten zuiden van de tentoonstelling, bijgenaamd "Albertopolis". Het resterende geld werd gebruikt om een educatieprogramma op te zetten dat studiebeurzen verleende voor industrieel onderzoek.
De Great Exhibition is vandaag de dag een symbool van het victoriaans tijdperk.